# Papillon (Jerry Goldsmith)
Papillon is de originele soundtrack, gecomponeerd en gedirigeerd door Jerry Goldsmith voor de film Papillon uit 1973 van Franklin J. Schaffner. Het album werd uitgebracht in 1973 door Capitol Records en Columbia Records.
De partituur werd uitgevoerd door het Unione Musicisti Roma Orchestra en opgenomen in de Ortophonic Recording Studio in Rome.
Zowel de regisseur als de componist deelden de overtuiging dat filmmuziek zuinig gebruikt moest worden. Ze wilden de muziek alleen als commentaar, in sequenties waarin het de psychologische aspecten van de film kon benadrukken. In Papillon is de film tweeënhalf uur lang, maar heeft 40 minuten met muziek.
Goldsmiths composities, gekenmerkt door een laat-romantische symfonische en impressionistische stijl doordrenkt met een gemeten, exotisch timbre (met behulp van instrumenten uit Caribische volksmuziek), worden voornamelijk verspreid in de tweede helft van de film. 
Ze begeleiden over het algemeen scènes buiten de gevangenis, tijdens de verschillende ontsnappingspogingen van de hoofdpersoon. Hij gebruikte een delicate melodieuze aanpak, gedomineerd door een zeer pakkend thema uitgedrukt als een wals, die vaak werd gespeeld met een accordeon. Het instrument werd geassocieerd met de Franse oorsprong van de hoofdrolspelers.
In 2002 bracht Universal Music in Frankrijk een uitgebreide cd uitgave uit. Voor het eerst was het de complete versie van muziek uit de film (inclusief ongeveer vijf minuten aan eerder niet uitgebrachte nummers). In 2017 bracht Quartet Records in Spanje een uitgebreide cd uitgave uit. Het bevat ook voor de film, werk uit de opera Faust van componist Charles Gounod en het themalied "Free as the Wind" gezongen door Engelbert Humperdinck.

## Tracklijst
| 1.                 | Theme from Papillon | 2:15 |
| 2.                 | The Camp            | 2:57 |
| 3.                 | Reunion             | 4:33 |
| 4.                 | New Friend          | 2:02 |
| 5.                 | Freedom             | 3:53 |
| 6.                 | Gift from the Sea   | 6:42 |
| 7.                 | Antonio's Death     | 2:25 |
| 8.                 | Cruel Sea           | 1:26 |
| 9.                 | Hospital            | 3:46 |
| 10.                | Survival            | 5:20 |
| Totale duur: 35:19 |                     |      |

### Uitgebreide uitgave (Universal Music, 2002)
1. Theme from Papillion (2:15)
2. The Camp (2:59)
3. Reunion (4:35)
4. New Friend (2:05)
5. The Dream	(1:12)
6. Freedom (3:57)
7. Catching Butterflies (1:32)
8. Gift from the Sea	(6:46)
9. Arrest (2:09)
10. Theme (Short Version)	(1:45)
11. Antonio's Death (2:28)
12. Cruel Sea (1:28)
13. Hospital (3:49)
14. Survival (5:24)
15. Toi Qui Regarde La Mer – Nicoletta (3:13)

Totale duur: 45:37

### Uitgebreide uitgave (Quartet Records, 2017)
1. Theme From Papillon (2:20)
2. The Camp (3:02)
3. Catching Butterflies (Extended Version) (2:57)
4. The Dream (1:49)
5. Hospital (3:51)
6. Papillon (Theme Variation) (1:50)
7. Freedom (3:59)
8. New Friend (2:07)
9. Antonio's Death (2:30)
10. Gift From the Sea (Film Version) (8:18)
11. The Pearl (1:03)
12. Reunion (4:38)
13. The Garden (0:51)
14. Cruel Sea (1:30)
15. Farewell—Part 1 (0:59)
16. Farewell—Part 2 (2:25)
17. End Title (2:45)

Source Music
18. Field Drums (0:44)
19. Triumphant Parade (1:50)
20. Dance of the Nubian Slaves (from Faust) (2:49)
21. Cleopatra's Variations (from Faust) (2:12)
22. Phryne's Dance (from Faust) (2:13)
23. J'ai Deux Amours (1:52)
24. Sous les Toits de Paris (3:16)
Bonus Tracks
25. The Dream (Alternate) (1:44)
26. Freedom (Alternate) (3:59)
27. Free as the Wind – Engelbert Humperdinck (3:10)
Totale duur: 70:43

## Prijzen en nominaties
| Jaar | Prijs                   | Categorie                    | Genomineerde(n) | Uitslag     |
| ---- | ----------------------- | ---------------------------- | --------------- | ----------- |
| 1974 | Academy Awards (Oscars) | Best Original Dramatic Score | Jerry Goldsmith | Genomineerd |